# Восстание ангелов
«Восстание ангелов» (фр. La révolte des anges) — фантастическо-сатирический роман Анатоля Франса, опубликованный в 1914 году.

## История создания
Роман был задуман и начат в 1908 году, но вскоре Анатоль Франс забросил его и перешёл к работе над романом «Боги жаждут». Лишь по завершении его он вернулся к роману об ангелах. В 1913 первый вариант романа был опубликован сначала в газете «Жиль Блас», а вскоре и отдельным изданием под названием «Ангелы». Однако автор остался недоволен своим детищем и уничтожил весь тираж, кроме одного экземпляра. Роман был радикально переделан, добавлено много новых глав. Новый вариант, под более точным названием «Восстание ангелов», вышел в свет в 1914 году и имел большой успех. Однако католическая церковь была крайне недовольна антирелигиозной направленностью романа и внесла его в «Индекс запрещённых книг». В Российской империи цензура запретила роман, охарактеризовав его как «кощунственный».
Первое русское издание в переводе П. Муратова вышло уже после революции, в 1918 году, в московском издательстве «Северные дни». В 1958 году в издательстве «Правда» роман вышел в новом переводе М. П. Богословской и Н. Я. Рыковой. Этот перевод используется и во всех последующих изданиях.

## Сюжет
Действие романа происходит в Париже в 1912 году. Жюльен Сарьетт, которого Ренэ д’Эпарвье, владелец крупной частной библиотеки, назначил присматривать за ней, замечает, что в библиотеке творится беспорядок. Книги валяются где попало, а потом начинают исчезать. Жюльен принимается за поиски похитителей и находит пропавшие книги в комнате Мориса, сына Рене, которого нельзя заподозрить в пристрастии к чтению. В конце концов выясняется, что книгами увлекся Аркадий, ангел-хранитель Мориса. Чтение книг развило у него свободомыслие, в результате он покинул Мориса и примкнул к группе ангелов-заговорщиков, спустившихся с небес, чтобы подготовить переворот. Они недовольны Богом, которого считают жестоким тираном и узурпатором, ответственным за всё зло в мире. Ангелы намерены свергнуть Бога и посадить на небесный трон его идейного противника Люцифера. Между тем Морис чувствует себя не в своей тарелке, лишившись своего ангела-хранителя, и бродит по Парижу, чтобы отыскать его и уговорить вернуться. Он находит Аркадия в компании своих собратьев-революционеров, один из которых взрывает бомбу, в результате чего Мориса арестовывают как опасного анархиста.
Приключения ангелов в Париже времён Третьей Республики используются автором для жёсткой социальной критики, направленной прежде всего против церкви и милитаризма. В конечном счёте Люцифер отказывается свергать Бога, потому что тогда ему самому придётся стать Богом, взять власть в свои руки и творить насилие, ведь власти без насилия не бывает. Люцифер предлагает своим соратникам начать с себя и победить жестокость, страх и невежество в собственных сердцах.

## Анализ
В основе идеи романа лежит библейское предание о восстании ангелов во главе с архангелом Сатаной против Бога ещё до сотворения мира. Как известно, это восстание потерпело поражение, а Сатана был низвергнут в ад. Автор сделал предположение, что мятежные ангелы с тех пор не утратили своих богоборческих убеждений и вполне могли бы предпринять новую попытку восстания. Что они и делают в его романе. Разумеется, будучи атеистом, Анатоль Франс в ангелов не верит, а использует их как аллегорию, чтобы поговорить о перспективах революционного движения своего времени. Он предчувствует, что революционные лидеры, свергнув старых «богов», могут стать новыми «богами», ещё более жестокими, чем прежние. И не лучше ли тогда оставить всё, как есть? Несмотря на проявленный автором скептицизм по отношению к революционному движению, роман неоднократно издавался в СССР благодаря едкой критике буржуазного строя и религии.